# Ajdemir
Ajdemir of Aydemir (Bulgaars: Айдемир) is een dorp in het noordoosten van Bulgarije. Het is gelegen in de gemeente Silistra, oblast Silistra. Het dorp ligt 7 km ten zuidwesten van Silistra en 347 ten noordoosten van Sofia. Met ruim 5.000 inwoners is  Ajdemir het op een na grootste dorp in Bulgarije: alleen het dorp Lozen, bij Sofia, is groter. 
Het dorp is onderverdeeld in drie buurten: 'Centrum', 'Delenkite' en 'Tataritsa'. Tataritsa is in de zestiende eeuw gesticht door Novotsjerkassk-Kozakken, die traditioneel Oudgelovigen zijn. Ajdemir is - naast Kazasjko - een van de twee dorpen in Zuidelijke Dobroedzja waar Lipovanen wonen.

## Bevolking
Het dorp Ajdemir was decennialang het grootste dorp in Bulgarije. De officiële volkstelling van 1934 registreerde 4.418 inwoners. Het aantal inwoners nam de daaropvolgende decennia continu toe en bereikte in 1992 een officiële maximum van 9.095 personen. Sinds de val van het communisme kampt het dorp echter met een drastische bevolkingsafname. In 2011 werd het dorp Ajdemir overtroffen door het dorp Lozen qua inwonersaantal. Op 31 december 2020 telde het dorp Ajdemir 5.359 inwoners, een afname van ongeveer 40% in minder dan 30 jaar tijd. De jaarlijkse bevolkingsgroei tussen 2011 en 2020 was gemiddeld -1,3%. De resultaten van de Bulgaarse volkstelling van 2021 zullen in oktober 2022 gepubliceerd worden.
Van de 6.087 inwoners reageerden er 5.783 op de optionele volkstelling van 2011. Van deze 5.783 respondenten identificeerden 5.209 zichzelf als etnische Bulgaren (90,1%). De grootste minderheid vormden de 468 Bulgaarse Turken (8,1%), terwijl er slechts 7 etnische Roma werden geteld. Daarnaast zijn er ook grote aantallen Lipovanen in het dorp (het exacte aantal is onbekend), alsmede personen die zich niet hebben geïdentificeerd met een etnische groep.
|          | Aantal (2011) | Aandeel (totaal, %) | Aandeel (gespecificeerd, %) |
| Totaal   | 6.087         | 100,00              | 100,00                      |
| Bulgaren | 5.209         | 85,57               | 90,07                       |
| Turken   | 468           | 7,68                | 8,09                        |
| Roma     | 7             | 0,11                | 0,12                        |
| Overig   | 64            | 1,05                | 1,11                        |
| Blanco   | 35            | 0,57                | 0,61                        |
| Onbekend | 304           | 4,99                | -                           |

Het dorp Ajdemir kampt sinds de tweede helft van de twintigste eeuw met een ontgroenende en rap vergrijzende bevolking. In februari 2011 telde het dorp 6.087 inwoners, waarvan 577 tussen de 0-14 jaar oud (9,5%), 4.486 inwoners tussen de 15-64 jaar (73,7%) en 1.024 inwoners van 65 jaar of ouder (16,8%). De leeftijdscategorieën 40-49 en 50-59 waren met 1.076 respectievelijk 1.066 personen de grootste leeftijdsgroepen, terwijl de 80-plussers met 170 personen de kleinste leeftijdscategorie vormen.  
Ajdemir - Baboek - Balgarka - Bogorovo - Bradvari - Glavan - Jordanovo - Kalipetrovo - Kazimir - Polkovnik Lambrinovo - Popkralevo - Profesor Isjirkovo - Sarpovo - Smilets - Sratsimir - Srebarna - Tsenovitsj - Vetren